# Iñaki Alkiza
Ignacio Alquiza Lasquíbar, más conocido como Iñaki Alkiza (Alza, actualmente San Sebastián, 31 de julio de 1933-San Sebastián, 16 de mayo de 2023) fue un futbolista español, presidente de la Real Sociedad de Fútbol y político nacionalista vasco. Es también el padre del futbolista internacional Bittor Alkiza. Y de Joseba Alkiza, director de la ikastola Santo Tomas Lizeoa.

## Futbolista
Tuvo una modesta carrera como futbolista profesional, ligado principalmente a la Real Sociedad de Fútbol, club en el que militó entre los años 1955 y 1961. Había llegado a la Real Sociedad procedente del modesto Club Deportivo Hernani en 1955. Debutó el 1 de abril de 1956 con la Real en Liga frente al Atlético de Madrid
Alkiza jugaba de delantero y llegó disputar 73 partidos oficiales en la Real y a marcar 9 goles durante 6 temporadas. 68 de los partidos los jugó en la Primera división española. Ostentó la titularidad del equipo en las temporadas 1958-59 y 1959-60.
En 1961, tras haber jugado muy poco en la temporada anterior deja el club y abandona la práctica del fútbol.

## Presidente de la gestora municipal de San Sebastián
Aunque más conocido por su faceta como futbolista y posteriormente presidente de la Real Sociedad es destacable también la labor política desempeñada por Alkiza. 
Durante la Transición Española Iñaki Alkiza fue miembro de la gestora municipal que desde septiembre de 1978 hasta marzo de 1979 rigió los destinos municipales de San Sebastián, mientras se convocaban las primeras elecciones municipales tras la restauración de la democracia. En dicha gestora Alkiza actuaba como representante del PNV. Desde febrero hasta marzo de 1979 fue además brevemente el presidente de dicha gestora (actuando por tanto con un cargo equivalente al de alcalde) en sustitución del hasta entonces presidente de la gestora, el socialista Ramón Jáuregui.

## Directivo y presidente de la Real Sociedad
A partir de 1979, Alkiza deja la política y pasa a realizar funciones de dirección de su antiguo club, la Real Sociedad, institución deportiva que tiene un peso social muy importante en Guipúzcoa. Alkiza entró primero como directivo del club bajo la presidencia de José Luis Orbegozo y posteriormente fue elegido él mismo presidente del club (1983-1992).
Comenzó su mandato con un club que acababa de vivir los momentos más gloriosos de su historia. La Real Sociedad venía de ganar dos títulos de Liga (1980-81 y 1981-82) y realizar una gran campaña en la Copa de Europa llegando hasta semifinales (1981-82); pero se enfrentaba con una situación de debilidad económica estructural y con la necesidad de planificar una renovación de una plantilla que ya había dado sus mejores momentos.
Tras una serie de campañas mediocres (1983-85), la directiva de Alkiza comenzó una renovación a fondo del club. Como decisiones más importantes de su mandato cabe destacar la contratación de John Benjamin Toshack como técnico (1985) en sustitución de Alberto Ormaetxea, el técnico que había hecho al equipo bicampeón. Toshack modernizó y rejuveneció el equipo, obtuvo una Copa del Rey en 1987 y un doble subcampeonato de Liga y Copa en la temporada 1987-88. La directiva de Alkiza fue también la que tomó la decisión de volver a fichar jugadores extranjeros (una práctica que no realizaba el club desde los años 1960), al fichar al anglo-irlandés John Aldridge en 1988.
En el plano institucional cabe destacar otros dos hechos realizados durante el mandato de Alkiza. Por fin se solucionó el problema del Estadio de Atocha (pequeño y anticuado), al acometerse la construcción del Estadio de Anoeta, sufragado por las instituciones públicas y la Real Sociedad. El estadio sería inaugurado por el sucesor de Alkiza, Luis Uranga en 1993).
Por otro lado Alkiza dejó al club en una situación económica saneada tras acometer con éxito la conversión del club en sociedad anónima deportiva a lo largo de 1992. Tras la realización de la conversión del club en S.A.D. Alkiza abandonó la presidencia. 
Las tres medidas acometidas por Alkiza en su mandato (construcción de Anoeta, fichaje de extranjeros, conversión en S.A.D.), aunque consideradas necesarias en su día, suelen ser aducidas por muchos, por diversos motivos, como causas del declive del club a lo largo de la década de los años 1990. 
En 1992 cuando Alkiza dimitió estaba bien considerado por la afición y su gestión no estaba contestada por grupos significativos. A la hora de dimitir, Alkiza, adujo que la causa era la llegada de su hijo Bittor Alkiza a la primera plantilla de la Real durante la temporada 1991-92. Iñaki Alkiza no quería que la carrera futbolística de su hijo fuese cuestionada por ser el hijo del presidente del club y dimitió para no interferir en la misma.

## Vuelta a la política
Tras abandonar la presidencia de la Real Sociedad y aprovechando la buena imagen pública general que tenía en Guipúzcoa, Iñaki Alkiza fue presentado como candidato a Diputado General de Guipúzcoa por Eusko Alkartasuna en las Elecciones forales de 1995. Su candidatura fue la tercera más votada por detrás de las de PNV y Herri Batasuna, aunque por escaso margen, ya que se quedó a 2,51% de votos de la candidatura ganadora que fue la de Román Sudupe (PNV). Habiendo salido elegido juntero de las Juntas Generales de Guipúzcoa, fue el vicepresidente de las Juntas Generales durante la legislatura 1995-1999. Con posterioridad, en las elecciones forales de 1999 se presentó integrado en una candidatura conjunta del PNV y Eusko Alkartasuna y volvió a salir reelegido juntero. Durante la legislatura 1999-2003 ejerció el cargo de presidente de las Juntas Generales de Guipúzcoa.
En 2003 abandonó la política.